# 平野里菜
平野 里菜（ひらの りな、1994年8月23日 - ）は、静岡県浜松市出身の女子サッカー選手。藤枝順心高等学校出身。ポジションはフォワード。

## 来歴

### ユース時代
小学校時代に兄の練習についていったのがきっかけでサッカーを始める。ただ、小学校低学年の頃は家の近くに女子サッカーのチームが無かったため、陸上の短距離種目をメインに活動していた。小学校5年時に陸上と両立する形で本格的にサッカーを始め、中学校進学時に藤枝順心SCジュニアユースのセレクションに合格したことで本気でサッカーに取り組む決心をした。
2010年に藤枝順心高等学校入学。

### クラブ時代
2013年、INAC神戸レオネッサに入団。
2016年、オルカ鴨川FCに移籍。
同年4月10日、プレナスチャレンジリーグEAST第1節のJAPANサッカーカレッジレディース戦で、後半27分から途中出場し、リーグ戦初出場を果たした。4月24日、プレナスチャレンジリーグEAST第3節のつくばFCレディース戦に後半最初から途中出場し、後半11分にリーグ初得点を挙げた。
2017年12月9日、オルカ鴨川FCを退団することが発表された。
同年12月21日、オーストラリアのナショナル・プレミアリーグ・ビクトリア・ウィメン（2部相当）に所属するベイサイド・ユナイテッドFCへの移籍が発表された。
2019年、静岡産業大学磐田ボニータに移籍。
2019年途中からニュージーランドのノーザン・リーグに所属するウエスタン・スプリングスAFCへ移籍。

## エピソード
- 平野は2014年に左膝の前十字靭帯を損傷し[12]、リハビリ生活を余儀なくされるが、リハビリのために通っていた国立スポーツ科学センター(JISS)で、同時期に怪我をしていたサッカー男子日本代表の内田篤人や長谷部誠、大津祐樹らとともにリハビリを行い、交友を深めた。平野がリハビリを終えてチームに戻るとき、内田は平野に「お前が試合に出ているところが見たい。がんばれよ」と激励の言葉を送ったという。[13][14]

- 平野が2016年にINAC神戸からオルカ鴨川FCに移籍することになったとき、INAC神戸のチームメートで先輩だった川澄奈穂美は平野に向けて「オルカに行っても、持ち前の超俊足を活かして頑張って欲しい」「あのスピードは超魅力的」と自身のブログでエールを送った[15]。

## 個人成績
| 国内大会個人成績 | 国内大会個人成績            | 国内大会個人成績 | 国内大会個人成績 | 国内大会個人成績 | 国内大会個人成績 | 国内大会個人成績 | 国内大会個人成績 | 国内大会個人成績 | 国内大会個人成績 | 国内大会個人成績 | 国内大会個人成績 |
| 年度             | クラブ                      | 背番号           | リーグ           | リーグ戦         | リーグ戦         | リーグ杯         | リーグ杯         | オープン杯       | オープン杯       | 期間通算         | 期間通算         |
| 年度             | クラブ                      | 背番号           | リーグ           | 出場             | 得点             | 出場             | 得点             | 出場             | 得点             | 出場             | 得点             |
| 日本             | 日本                        | 日本             | 日本             | リーグ戦         | リーグ戦         | リーグ杯         | リーグ杯         | 皇后杯           | 皇后杯           | 期間通算         | 期間通算         |
| ---------------- | --------------------------- | ---------------- | ---------------- | ---------------- | ---------------- | ---------------- | ---------------- | ---------------- | ---------------- | ---------------- | ---------------- |
| 2011             | 藤枝順心高                  | 11               | -                | -                | -                | -                | -                | 1                | 0                | 1                | 0                |
| 2012             | 藤枝順心高                  | 11               | -                | -                | -                | -                | -                | 2                | 0                | 2                | 0                |
| 2013             | INAC神戸レオネッサ          | 23               | なでしこ         | 0                | 0                | 0                | 0                | 0                | 0                | 0                | 0                |
| 2014             | INAC神戸レオネッサ          | 23               | なでしこ         | 0                | 0                | -                | -                | 0                | 0                | 0                | 0                |
| 2015             | INAC神戸レオネッサ          | 23               | なでしこ1部      | 0                | 0                | -                | -                | 0                | 0                | 0                | 0                |
| 2016             | オルカ鴨川FC                | 23               | チャレンジ       | 17               | 8                | -                | -                | 1                | 1                | 18               | 9                |
| 2017             | オルカ鴨川FC                | 23               | なでしこ2部      | 17               | 4                | 9                | 0                | 1                | 0                | 27               | 4                |
| オーストラリア   | オーストラリア              | オーストラリア   | オーストラリア   | リーグ戦         | リーグ戦         | リーグ杯         | リーグ杯         | オープン杯       | オープン杯       | 期間通算         | 期間通算         |
| 2018             | ベイサイド・ユナイテッドFC  |                  | NPLWビクトリア   |                  |                  |                  |                  |                  |                  |                  |                  |
| 日本             | 日本                        | 日本             | 日本             | リーグ戦         | リーグ戦         | リーグ杯         | リーグ杯         | 皇后杯           | 皇后杯           | 期間通算         | 期間通算         |
| 2019             | 静岡産業大学磐田ボニータ    | 46               | なでしこ2部      | 3                | 0                | 0                | 0                | 0                | 0                | 3                | 0                |
| ニュージーランド | ニュージーランド            | ニュージーランド | ニュージーランド | リーグ戦         | リーグ戦         | リーグ杯         | リーグ杯         | オープン杯       | オープン杯       | 期間通算         | 期間通算         |
| 2019             | ウエスタン・スプリングスAFC |                  | ノーザン・リーグ |                  |                  |                  |                  |                  |                  |                  |                  |
| 2020             | ウエスタン・スプリングスAFC |                  | ノーザン・リーグ |                  |                  |                  |                  |                  |                  |                  |                  |
| 2021             | ウエスタン・スプリングスAFC | 11               | ノーザン・リーグ |                  |                  |                  |                  |                  |                  |                  |                  |
| 2022             | ウエスタン・スプリングスAFC | 11               | ノーザン・リーグ |                  |                  |                  |                  |                  |                  |                  |                  |
| 通算             | 日本                        | 日本             | 1部              | 0                | 0                | 0                | 0                | 0                | 0                | 0                | 0                |
| 通算             | 日本                        | 日本             | 2部              | 20               | 4                | 9                | 0                | 1                | 0                | 30               | 4                |
| 通算             | 日本                        | 日本             | 3部              | 17               | 8                | -                | -                | 1                | 1                | 18               | 9                |
| 通算             | 日本                        | 日本             | 他               | -                | -                | -                | -                | 3                | 0                | 3                | 0                |
| 通算             | オーストラリア              | オーストラリア   | 2部              |                  |                  |                  |                  |                  |                  |                  |                  |
| 通算             | ニュージーランド            | ニュージーランド | 1部              |                  |                  |                  |                  |                  |                  |                  |                  |
| 総通算           | 総通算                      | 総通算           | 総通算           | 37               | 12               | 9                | 0                | 5                | 1                | 51               | 13               |

## タイトル

### 所属チーム
- INAC神戸レオネッサ
  - なでしこリーグ：1回（2013年）
  - 皇后杯全日本女子サッカー選手権大会：2回（2013年、2015年）
  - なでしこリーグカップ：1回（2013年）

- オルカ鴨川FC
  - チャレンジリーグ：1回 (2016年)